# Хуглфинг
Хуглфинг (њем. Huglfing) општина је у њемачкој савезној држави Баварска. Једно је од 34 општинска средишта округа Вајлхајм-Шонгау. Према процјени из 2010. у општини је живјело 2.537 становника. Посједује регионалну шифру (AGS) 9190131.

## Географски и демографски подаци
Хуглфинг се налази у савезној држави Баварска у округу Вајлхајм-Шонгау. Општина се налази на надморској висини од 606 метара. Површина општине износи 24,4 km². У самом мјесту је, према процјени из 2010. године, живјело 2.537 становника. Просјечна густина становништва износи 104 становника/km².